# Spakbacken
Spakbacken is een plaats in de gemeente Knivsta in het landschap Uppland en de provincie Uppsala län in Zweden. De plaats heeft 109 inwoners (2005) en een oppervlakte van 13 hectare.